# Klein Peterwitz
Klein Peterwitz, polnisch Pietraszyn, ist ein Dorf in der Stadt- und Landgemeinde Kranowitz im Powiat Raciborski der Woiwodschaft Schlesien in Polen.

## Geografie
Klein Peterwitz liegt drei Kilometer nordwestlich von Kranowitz und zehn Kilometer südwestlich von Racibórz (Ratibor) an der Bilawoda in der Region Oberschlesien. Im Westen und im Süden verläuft die Staatsgrenze zu Tschechien; am westlichen Ortsende verläuft die Grenze unmittelbar hinter der Ortsbebauung. Der Nachbarort Woinowitz ist das einen Kilometer entfernte tschechische Sudice (Zauditz).

## Geschichte
Klein Peterwitz wurde 1652 nach Zauditz eingepfarrt und war Teil des Bistums Olmütz. Nach dem Ersten Schlesischen Krieg 1742 fiel das Dorf an Preußen; 1818 wurde 1818 dem Landkreis Ratibor eingegliedert. Davor hatte es dem Leobschützer Kreis angehört. Im 19. Jahrhundert stiftete Johann Trulley die örtliche Barbarakapelle.
Nach dem Ersten Weltkrieg wurde der Südteil des Kreises Ratibor an die Tschechoslowakei angegliedert (Hultschiner Ländchen), wodurch Klein Peterwitz Grenzort und von seinem Nachbarort Zauditz abgeschnitten wurde, das nun in der Tschechoslowakei lag.
Bei der Volksabstimmung in Oberschlesien am 20. März 1921 stimmten in Klein Peterwitz 433 Personen (97,1 %) für den Verbleib bei Deutschland und 13 für die Angliederung an Polen. Klein Peterwitz verblieb beim Deutschen Reich.
Bis 1925 war Klein Peterwitz noch nach Zauditz eingepfarrt, danach wurde es der weiter entfernt liegenden Pfarrgemeinde Kranowitz angeschlossen. Deshalb wurde der Entschluss zum Bau einer Filialkirche gefasst und von 1930 bis 1932 am nördlichen Ortsrand realisiert.
Nach dem Zweiten Weltkrieg kam das Dorf 1945 als Pietraszyn unter polnische Verwaltung.
Heute gehört Klein Peterwitz der Gemeinde Kranowitz an, die die Gemeinde mit der anteilsmäßig größten deutschen Minderheit in der Woiwodschaft Schlesien ist. Im Jahre 2008 wurden zusätzliche amtliche Ortsnamen in deutscher Sprache eingeführt.

### Einwohnerentwicklung
Die Einwohnerzahlen Klein Peterwitz':
| Jahr | Einwohner |
| ---- | --------- |
| 1822 | 288       |
| 1830 | 328       |
| 1844 | 494       |
| 1855 | 518       |

| Jahr | Einwohner |
| ---- | --------- |
| 1861 | 568       |
| 1910 | 532       |
| 1933 | 527       |
| 1939 | 512       |

## Sehenswürdigkeiten
- Im Jahre 1930 wurde der Grundstein für die römisch-katholische Filialkirche St. Barbara gelegt. Die Bauaufsicht führte Franz Sichma. Der Bau und die Einrichtung des Gotteshauses wurden durch zahlreiche Spenden und Stiftungen der Einwohner ermöglicht. So leisteten alle Einwohner ausgehend von ihrem Grundbesitz einen Beitrag für die 1932 angeschafften drei Kirchenglocken. Diese Bronzeglocken wurde von der renommierten Glockengießerei Otto aus Hemelingen/Bremen gegossen. Sie sind gestimmt auf g - b -c und wiegen zusammen 1,4 Tonnen. Sie haben die Glockenvernichtung des Zweiten Weltkrieges überlebt.[4][5] Am 18. Oktober 1932 wurde die Kirche vom Olmützer Weihbischof Josef Schinzel konsekriert. Die kleine Kirche ist das einzige kubistische Gebäude im Ratiborer Land.[1]

## Persönlichkeiten
- Sigrid Metz-Göckel (1940–2025), deutsche Soziologin, Politikwissenschaftlerin und Sozialpsychologin